# Rondibilis andamana
Rondibilis andamana är en skalbaggsart som beskrevs av Stefan von Breuning 1957. Rondibilis andamana ingår i släktet Rondibilis och familjen långhorningar. Inga underarter finns listade i Catalogue of Life.